# Horacio Lengo
Horacio Lengo Martínez (Torremolinos, 1834-Madrid, 1890) fue un pintor español de la escuela malagueña de pintura, tío de los también artistas Francisco y Tomás Sancha Lengo.

## Biografía

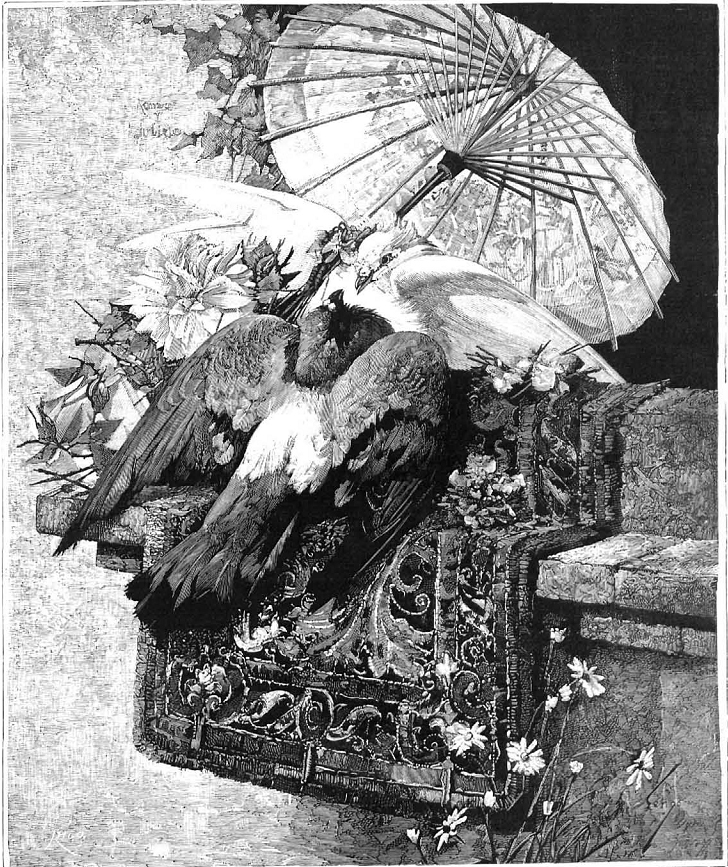
«Romeo y Julieta» (La Ilustración Española y Americana, 1881)

Nacido en la localidad malagueña de Torremolinos en 1838,  estudió en Cádiz, donde entró en contacto con el mundo artístico a través de Serafín Martínez del Rincón. Tras viajar a París, donde fue discípulo de León Bonnat y participó en las exposiciones de 1875 y 1876 de dicha ciudad, presentó sus obras a diversas exposiciones nacionales en España de la década de 1880 —en la de 1881 se hizo con una medalla de segunda clase—.
Durante la primera mitad de la década de 1880 fue un pintor reconocido, prolífico y en el que «sus cuadros eran comprados a peso de oro». En una crítica de 1892 en La Ilustración Católica, se afirma que «ni mereció la reputación con que pudo ufanarse algunos años, ni el posterior e implacable olvido».
Se suicidó ahorcándose en su taller de Madrid el 3 de julio de 1890, a causa de que estaba perdiendo la vista, y fue enterrado en el cementerio de San Justo. Se le ha llegado a calificar como «el pintor de las tórtolas» o «el pintor de los pájaros y las flores». Cultivó distintas temáticas: retratos de jóvenes damas, naturaleza muerta o aves.

Entre sus obras se encuentran La corde sensible, Manrique, Leonora, Aves de amor, Rosas, ¡Amor... Alegría... flores de un día!, un retrato de Alejandro Pidal y Mon de 1888, La hechicera, El champagne, La manzanilla, Después de la guerra, Julieta y Romeo o Él y Ella, El sueño del estudiante, Opiniones contrarias, Una emboscada, Una moraga, El lector de la fe.

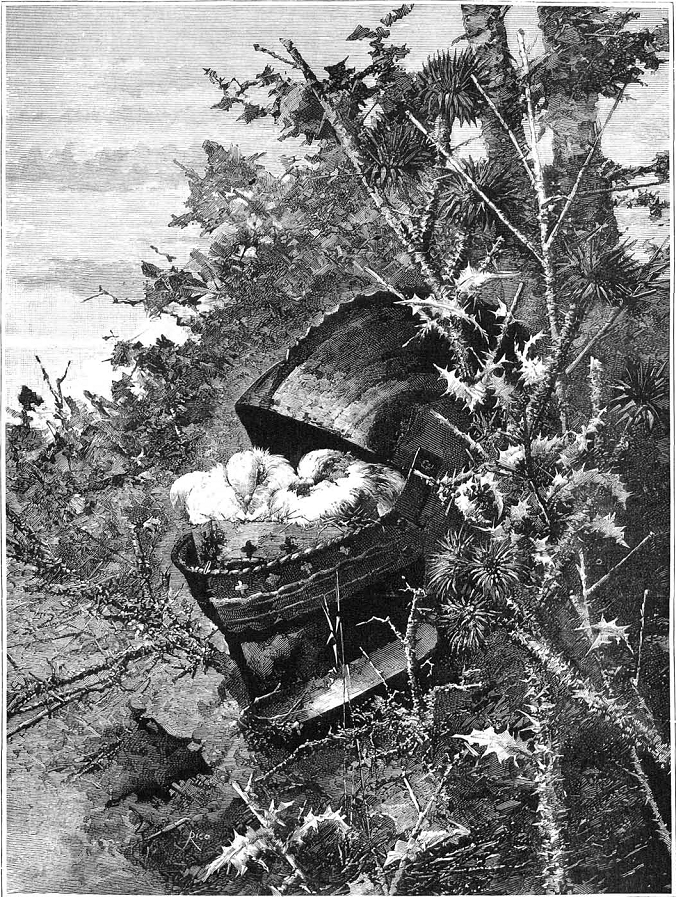
«Después de la guerra» (La Ilustración Española y Americana, 1882)